# Vudu
Vudu je sinkretistična religija, ki izvira iz obalnega dela Zahodne Afrike od današnje Nigerije do Gane, od koder se je z uvažanjem sužnjev razširila v Novi svet, kjer obstajajo njene različice še danes. Zaradi bistvenih razlik med izvirnim vudujem in njegovimi različicami jih obravnavamo ločeno.
Izraz izvira iz besede vodũ, ki v jezikih zahodnoafriških ljudstev pomeni duha. Vendar pa se vudu razlikuje od tradicionalnih animističnih religij na tistem območju, saj priznava vrhovnega stvarnika.